# Still Standing (dal)
A Still Standing Monica amerikai énekesnő első kislemeze hatodik, Still Standing című stúdióalbumáról. A dalban Monica unokatestvére,  Ludacris rappel.
A dalt eredetileg az albumot beharangozó kislemeznek szánták, készítésének és megjelentetésének egy teljes epizódot szenteltek a Peachtree TV Monica: Still Standing című valóságshowjában. A kiadó és az énekesnő azonban nem tudtak megegyezni arról, hogy a címadó dal legyen-e az első kislemez, így csak promóciós kislemezként jelent meg. 2008. augusztus 21-én a dal hivatalos, kereskedelmi megjelenés nélkül is felkerült az amerikai Billboard slágerlista Hot R&B/Hip-Hop Songs részlistájára, a 78. helyre. Ezután lejjebb csúszott, de a megjelenését követő negyedik héten a 89. helyről feljutott a 74-re. Videóklip nem készült a dalhoz.

## Helyezések
| Slágerlista (2008)                    | Legmagasabb helyezés |
| ------------------------------------- | -------------------- |
| USA Billboard Hot R&B/Hip-Hop Songs   | 74                   |
| USA Billboard Hot R&B/Hip-Hop Airplay | 74                   |